# Campeonato Asiático de Atletismo Júnior de 1992
A 4ª edição do Campeonato Asiático de Atletismo Júnior foi o evento esportivo organizado pela Associação Asiática de Atletismo (AAA) para atletas com até 20 anos classificados como Júnior. O evento ocorreu na cidade de Nova Deli, na Índia, entre 2 e 5 de dezembro de 1992. Foram disputadas 40 provas no campeonato sendo 22 eventos masculino e 18 feminino. 6 recordes do campeonato foram quebrados durante as provas, dentre os quais os 100 m feminino.

## Medalhistas

### Masculino
| Evento                      | Ouro                                       | Ouro     | Prata                             | Prata    | Bronze                            | Bronze   |
| --------------------------- | ------------------------------------------ | -------- | --------------------------------- | -------- | --------------------------------- | -------- |
| 100 metros                  | Lin Wei · China                            | 10.43    | Sultan Mohamed Al-Sheib · Catar   | 10.73    | Ku Wai Ming · Hong Kong           | 10.82    |
| 200 metros                  | Lin Wei · China                            | 21.24    | Keita Hiraga · Japão              | 21.64    | Yoshida Tatsuya · Japão           | 21.64    |
| 400 metros                  | Hiroyuki Hayashi · Japão                   | 47.06    | Kenji Tabata · Japão              | 47.68    | P. I. Sebastian · Índia           | 47.93    |
| 800 metros                  | Lee Jin-il Coreia do Sul                   | 1:50.15  | Zafar Iqbal · Paquistão           | 1:50.90  | Kim Soon-hyung Coreia do Sul      | 1:51.32  |
| 1.500 metros                | Lee Jin-il Coreia do Sul                   | 3:52.42  | Zafar Iqbal · Paquistão           | 3:52.59  | Kim Soon-hyung Coreia do Sul      | 3:52.75  |
| 5.000 metros                | Gulab Chand · Índia                        | 14:32.6  | Ko Jung-Won Coreia do Sul         | 14:33.6  | Sun Ripeng · China                | 14:34.2  |
| 10.000 metros               | Ko Jung-Won Coreia do Sul                  | 30:37.00 | Abdi Farah · Catar                | 30:50.19 | Anil Kumar Gupta · Índia          | 31:33.92 |
| 110 metros com barreiras    | Lin Rongsheng · China                      | 14.42    | Satoshi Murohoroshi · Japão       | 14.75    | Hideaki Kawamura · Japão          | 14.78    |
| 400 metros com barreiras    | Ali Ismail Doka · Catar                    | 51.37    | Mohamed Al-Bishi · Arábia Saudita | 51.57    | Hideaki Kawamura · Japão          | 52.08    |
| 3.000 metros com obstáculos | Takeshi Yamamoto · Japão                   | 8:56.97  | Tsugio Machida · Japão            | 9:01.32  | Sun Ripeng · China                | 9:01.38  |
| Revezamento 4 x 100 metros  | Japão                                      | 40.69    | Índia                             | 41.02    | Tailândia                         | 41.05    |
| Revezamento 4 x 400 metros  | Japão                                      | 3:11.29  | Paquistão                         | 3:13.14  | Índia                             | 3:13.92  |
| Marcha atlética 10 km       | Tikka Jagdev Singh · Índia                 | 47:10.6  | Pawan Kumar · Índia               | 48:50.2  | Daljit Singh · Índia              | 49:35.6  |
| Salto em altura             | Bi Hongyong · China                        | 2.21 m   | Kim Tae-Hyung Coreia do Sul       | 2.15 m   | Ching Cheng-Chin · Taipé Chinesa  | 2.06 m   |
| Salto à vara                | Masaki Miyake · Japão                      | 5.10 m   | Chen Yung-Chih · Taipé Chinesa    | 4.70 m   | Kenji Hosomayo · Japão            | 4.70 m   |
| Salto em comprimento        | Huang Baoting · China                      | 7.59 m   | Daisuke Watanabe · Japão          | 7.50 m   | Marandi Birdhan Sadasivan · Índia | 7.29 m   |
| Salto triplo                | Zeng Lizhi · China                         | 16.44 m  | Kenichi Sumita · Japão            | 16.04 m  | Cha Gyong-Son · Coreia do Norte   | 15.67 m  |
| Arremesso de peso           | Manjit Singh · Índia                       | 16.93 m  | Jiang Guangcheng · China          | 16.54 m  | Jogesh Singh Kumar · Índia        | 16.39 m  |
| Arremesso de disco          | Bahadur Singh · Índia                      | 52.20 m  | Liu Lihong · China                | 51.90 m  | Rajiv Singh Kumar · Índia         | 49.12 m  |
| Lançamento do martelo       | Nasser Al-Jarallah · Kuwait                | 60.20 m  | [Jaswinder Singh]] · Índia        | 58.80 m  | Aqarab Abbas · Paquistão          | 58.10 m  |
| Lançamento do dardo         | Satbir Singh Saran · Índia                 | 68.98 m  | Shang Baolong · China             | 67.02 m  | Vinod Kumar · Índia               | 66.52 m  |
| Decatlo                     | Abdul Marzouk Al-Shahrani · Arábia Saudita | 6545 pts | Hadi Al-Somaily · Arábia Saudita  | 6249 pts | Chuan Chi-Cheng · Taipé Chinesa   | 6020 pts |

### Feminino
| Evento                     | Ouro                         | Ouro     | Prata                           | Prata    | Bronze                        | Bronze   |
| -------------------------- | ---------------------------- | -------- | ------------------------------- | -------- | ----------------------------- | -------- |
| 100 metros                 | Ou Yanlan · China            | 11.88    | Chen Shu-Chen · Taipé Chinesa   | 11.94    | Tomomi Kaneko · Japão         | 12.17    |
| 200 metros                 | Rachita Panda · Índia        | 24.42    | Ou Yanlan · China               | 24.50    | Renu Mehta · Índia            | 24.70    |
| 400 metros                 | Hsu Pei-Chin · Taipé Chinesa | 54.08    | K. M. Beenamol · Índia          | 55.47    | Rajwa Jaspreet · Índia        | 55.92    |
| 800 metros                 | K. M. Beenamol · Índia       | 2:07.73  | K.S. Bijimol · Índia            | 2:08.48  | Kim Hae-Yeong Coreia do Sul   | 2:08.49  |
| 1.500 metros               | Li Haiyan · China            | 4:26.83  | Madoka Suzuki · Japão           | 4:27.36  | Zeng Yuying · China           | 4:29.28  |
| 3.000 metros               | Madoka Suzuki · Japão        | 9:31.78  | Parbati Mohanta · Índia         | 9:32.13  | Chiemi Takahashi · Japão      | 9:36.72  |
| 10.000 metros              | Neelam Rai · Índia           | 35:40.84 | Parbati Mohanta · Índia         | 35:49.05 | Akwinder Kaur · Índia         | 37:39.38 |
| 100 metros com barreiras   | Ryoko Jojima · Japão         | 13.99    | Hsu Hsiu-Ying · Taipé Chinesa   | 13.99    | Zhou Jing · China             | 14.12    |
| 400 metros com barreiras   | Hsu Pei-Chin · Taipé Chinesa | 58.46    | Cheng Meng-Chun · Taipé Chinesa | 61.90    | Megumi Tsuchiya · Japão       | 61.90    |
| Revezamento 4 x 100 metros | Índia                        | 46.02    | Japão                           | 46.40    | Taipé Chinesa                 | 46.54    |
| Revezamento 4 x 400 metros | Índia                        | 3:41.27  | Taipé Chinesa                   | 3:41.72  | Tailândia                     | 3:44.08  |
| Marcha atlética 5 km       | Miwako Tsukada · Japão       | 24:13.23 | Jo Sun-Boon Coreia do Sul       | 25:16.19 | Satinder Kaur · Índia         | 26:49.50 |
| Salto em altura            | Lin Su-Chi · Taipé Chinesa   | 1.81 m   | Yoko Ota · Japão                | 1.78 m   | Miki Imai · Japão             | 1.75 m   |
| Salto em comprimento       | Zhang Hongling · China       | 6.38 m   | Hitomi Takamatsu · Japão        | 6.38 m   | Lekha Thomas · Índia          | 5.98 m   |
| Arremesso de peso          | Wang Hui · China             | 15.28 m  | Lee Myeong-Seon Coreia do Sul   | 14.49 m  | Sunisa Yooyao · Tailândia     | 14.31 m  |
| Arremesso de disco         | Hu Honglian · China          | 51.70 m  | Swaranjeet Kaur · Índia         | 43.28 m  | Sunisa Yooyao · Tailândia     | 42.62 m  |
| Lançamento do dardo        | Lee Yeong-Seon Coreia do Sul | 54.30 m  | Li Pingli · China               | 49.76 m  | Sushma Behera · Índia         | 46.52 m  |
| Heptatlo                   | Han Sang-Won Coreia do Sul   | 5223 pts | Yukiko Ueno · Japão             | 5135 pts | Lin Chao-Hsiu · Taipé Chinesa | 5110 pts |

## Quadro de medalhas
| Ordem | País            | Ouro | Prata | Bronze |     |
| 1     | China           | 11   | 5     | 4      | 20  |
| 2     | Índia           | 10   | 8     | 14     | 32  |
| 3     | Japão           | 8    | 11    | 8      | 22  |
| 4     | Coreia do Sul   | 5    | 4     | 3      | 12  |
| 5     | Taipé Chinesa   | 3    | 5     | 4      | 11  |
| 6     | Catar           | 1    | 2     | 0      | 3   |
| 7     | Arábia Saudita  | 1    | 2     | 0      | 3   |
| 8     | Kuwait          | 1    | 0     | 0      | 1   |
| 9     | Paquistão       | 0    | 3     | 1      | 4   |
| 10    | Tailândia       | 0    | 0     | 4      | 4   |
| 11    | Hong Kong       | 0    | 0     | 1      | 1   |
| 12    | Coreia do Norte | 0    | 0     | 1      | 1   |
| Total | Total           | 40   | 40    | 40     | 120 |